# 서울양동초등학교
서울양동초등학교는 대한민국 서울특별시 양천구 신정4동에 있는 공립 초등학교이다.

## 학교 연혁
- 1972년 11월 29일 서울양동국민학교 개교
- 1975년 2월 5일 제1회 졸업식(547명)
- 1979년 2월 8일 계남국민학교 분리
- 1980년 2월 14일 양목국민학교, 강서국민학교 분리
- 1983년 2월 17일 양명국민학교 분리
- 1984년 2월 20일 신강국민학교 분리
- 1987년 2월 9일 양강국민학교 분리
- 1996년 3월 1일 서울양동초등학교로 개칭
- 1998년 3월 6일 급식실 개축 및 급식 시작
- 2009년 5월 6일 영어전용교실 개관
- 2012년 3월 1일 서울형 혁신학교 운영(~ 2015년)
- 2013년 2월 8일 제39회 졸업(124명)
- 2015년 2월 14일 제41회 졸업(93명)
- 2016년 2월 5일 제42회 졸업(80명)
- 2016년 3월 1일 서울형 혁신학교 재지정[2]
- 2018년 2월 13일 제44회 졸업(55명)

## 참고 자료
- 서울양동초등학교 - 한국교육학술정보원 학교알리미